# Loopzilla
Loopzilla é uma canção de George Clinton, do seu álbum Computer Games, de 1982, que chegou à 19ª posição nas paradas de sucesso de R&B americanas. Ela utiliza letras de diversas canções de soul antigas, incluindo "I Can't Help Myself", da banda The Four Tops, assim como diversos sucessos anteriores do P-Funk.
A canção aparece na estação de rádio fictícia Bounce FM, no jogo eletrônico Grand Theft Auto: San Andreas.